# A Quinzena
O periódico A Quinzena foi uma publicação literária do Clube Literário, que circulou entre 1887 e 1888 no Ceará. A folha foi elaborada por um grupo de intelectuais e escritores, dentre eles Oliveira Paiva, Juvenal Galeno, Rodolfo Teófilo, Antônio Sales  e Francisca Clotilde.

## Características
A Quinzena foi publicada de 15 de janeiro de 1887 a 10 de junho de 1888, totalizando 30 edições: 22 no primeiro ano e oito no segundo. Cada edição continha oito páginas, normalmente com três colunas cada uma. O escritório d'A Quinzena era localizado na Rua Major Facundo, no Centro de Fortaleza. Os anúncios passaram a ser publicados a partir da edição 11.
O periódico era voltado para divulgar a literatura, com destaque para o realismo e o naturalismo, e as ciências naturais, dando destaque ao projeto moderno. Colaboraram intelectuais de diversas áreas do conhecimento: os escritores Oliveira Paiva, Juvenal Galeno, Rodolfo Teófilo, Antônio Sales, Francisca Clotilde, José Carlos Júnior, Papi Júnior, além de Farias Brito, Barão de Studart, Capistrano de Abreu, Paulino Nogueira, dentre outros.
O Clube Literário, por meio do periódico, defendia o projeto moderno e o progresso. O grupo foi a favor da abolição dos escravos, que ocorreu em 1884 no Ceará, antecipando-se ao Brasil.